# Агергор, Йеспер
Йеспер Агергор Йенсен (дат. Jesper Agergård Jensen, род. 18 февраля 1975) — датский профессиональный велогонщик, в основном занимался маунтинбайком. Бывший член национальной сборной Дании по маунтинбайку. Чемпион Дании по велокроссу (1999).

## Спортивная карьера
В 1993 году Йеспер Агергор уже выигрывал чемпионат Дании среди юниоров, как в велокроссе, так и в маунтинбайке.
В 1999 году он стал чемпионом страны по велокроссу.
В 2000 году Йеспер Агергор принял участие в гонке кросс-кантри на Олимпийских играх в Сиднее, которую выиграл Мигель Мартинес из Франции. Агергор занял в ней 36-е место в кросс-кантри.
В 2001 году он выиграл групповую шоссейную гонку на Гран-при Франсуа Фабера в Люксембурге.
Йеспер Агергор завершил свою карьеру в 2001 году из-за растущего злоупотребления допингом в спорте. Он узнал об этом на Олимпийских играх в Сиднее, где жил в одной квартире с Микаэлем Расмуссеном. Агергор утверждает, что в те недели Микаэль Расмуссен почти открыто принимал допинг. «В то время я никому ничего не говорил, потому что не мог ничего доказать и не доверял никому в Датском союзе велосипедистов. Я решил, что лучше промолчать и жить дальше», — говорит Агергор.
Решение Агергора хранить молчание было обусловлено тем, что он сам принимал кортизон, который часто является первым допинговым препаратом, который спортсмены выбирают, когда решают схитрить. По его словам, он никогда не расширял употребление запрещённых веществ, предпочитая закончить карьеру, а не следовать по пути допинга.

### Достижения
1993
 Чемпионат Дании по велокроссу среди юниоров
2-й в чемпионате Дании, командная гонка, юниоры
 Чемпионат Дании по маунтинбайку среди юниоров
1994
3-й на чемпионате Северной Европы по маунтинбайку среди любителей.
28-й на Чемпионате мира по велокроссу, U19
52-й на Кубке мира по велокроссу
1996
3-й на Чемпионате Дании по велокроссу
16-й на Чемпионате мира по велокроссу, U23
1997
2-й на Чемпионате Дании по велокроссу
19-й на Чемпионате мира по велокроссу, U23
45-й на Кубке мира по велокроссу
1998
2-й на Чемпионате Дании по маунтинбайку
1999
 Чемпионат Дании по велокроссу
2-й на Чемпионате Дании по маунтинбайку
2000
36-й на Олимпийских играх, маунтинбайк
2001
Гран-при Франсуа Фабера

## Деловая карьера
Его деловая карьера началась в 2005 году в компании CBJ FORM ApS в качестве владельца, основателя и директора. Компания была основана исключительно Йеспером Агергором Йенсеном, и, как единственный владелец, он несёт основную ответственность в компании.
Компания работает в сфере столярных и плотницких работ. Отчётность компании за 2023 год показала убыток в размере 36 датских крон.